# Bayport (Minnesota)
Bayport és una població dels Estats Units a l'estat de Minnesota. Segons el cens del 2000 tenia 3.162 habitants.

## Demografia
Segons el cens del 2000, Bayport tenia 3.162 habitants, 763 habitatges, i 489 famílies. La densitat de població era de 670,8 habitants per km².
Dels 763 habitatges en un 26,6% hi vivien nens de menys de 18 anys, en un 49,1% hi vivien parelles casades, en un 9,7% dones solteres, i en un 35,9% no eren unitats familiars. En el 31,1% dels habitatges hi vivien persones soles el 15,1% de les quals corresponia a persones de 65 anys o més que vivien soles. El nombre mitjà de persones vivint en cada habitatge era de 2,28 i el nombre mitjà de persones que vivien en cada família era de 2,83.
Per edats la població es repartia de la següent manera: un 12,3% tenia menys de 18 anys, un 12,3% entre 18 i 24, un 47,3% entre 25 i 44, un 17,5% de 45 a 60 i un 10,5% 65 anys o més.
L'edat mediana era de 35 anys. Per cada 100 dones de 18 o més anys hi havia 304,1 homes.
La renda mediana per habitatge era de 53.026 $ i la renda mediana per família de 62.917 $. Els homes tenien una renda mediana de 36.375 $ mentre que les dones 32.024 $. La renda per capita de la població era de 18.490 $. Entorn del 2% de les famílies i el 3,7% de la població estaven per davall del llindar de pobresa.

## Poblacions més properes
El següent diagrama mostra les poblacions més properes.